# Guglielmo Righini
Guglielmo Righini (Castelfranco Veneto, 16 febbraio 1908 – Firenze, 29 maggio 1978) è stato un astronomo italiano, specializzatosi nello studio del Sole.
In particolare, introdusse in Italia nuovi sistemi per lo studio della corona solare, come le tecniche radioastronomiche, e l'uso di aerei nello studio delle eclissi solari, permettendo di allungare notevolmente la durata osservativa del fenomeno. Ricorse a tale soluzione durante l'eclissi solare del 15 febbraio 1961 e quelle del 20 luglio 1963 in Canada, del 30 maggio 1965 nell'Oceano Pacifico meridionale e del 12 novembre 1966 in Brasile. Scoprì così, assieme ad Armin Joseph Deutsch, i buchi coronali, regioni fredde della corona solare.
Righini fu tra i fondatori del Joint Organization for Solar Observations che portò alla costruzione dell'European Solar Telescope sull'isola di La Palma, nelle isole Canarie. Nel 1965 si sposò con Maria Luisa Bonelli, nota storica della Scienza e museologa.
È sepolto nel cimitero monumentale delle Porte Sante a Firenze.

## Carriera
Si laureò in Fisica nel 1930 presso Università di Firenze.
Nel 1934 andò all'Università di Utrecht ove collaborò con Marcel Minnaert.
Nel 1936 andò in Siberia per osservare l'eclissi del 19 giugno.
Dal 1937 all'agosto 1939 prestò servizio presso la Stazione astronomica di Carloforte.
Nel 1951 divenne direttore dell'Osservatorio astrofisico di Asiago.
Nel 1953 divenne professore di Astronomia presso l'Università di Firenze e direttore dell'Osservatorio astrofisico di Arcetri.

## Incarichi ricoperti
Righini ricoprì numerosi incarichi durante la sua carriera:
- Membro del comitato scientifico Consiglio Nazionale delle Ricerche[5].
- Presidente e vicepresidente della commissione solare dell'Unione astronomica internazionale[5].
- Presidente della commissione per l'Osservatorio Astronomico Nazionale[3].
- Presidente della S.A.IT.[10].
- Direttore delle  Memorie della Società Astronomica Italiana[11].

## Opere
Ha pubblicato 168 opere, tra le più conosciute ci sono:
- L' energia solare e le sue applicazioni, scritto assieme a Giorgio Nebbia (1966)[12].
- Terra luna anno 1 (1969)[13].
- Contributo alla interpretazione scientifica dell'opera astronomica di Galileo (1978), Supplemento agli "Annali dell'Istituto e Museo di storia della scienza", 1978, fasc. 2[14].

## Riconoscimenti
È stato socio dell'Accademia Nazionale dei Lincei. Nel 1960 è stato ammesso nell'Accademia dei XL.
Nel 1964 gli fu assegnato il Prix Janssen.
Gli è stato dedicato un asteroide, 9427 Righini.